# Sanjay Subrahmanyam
Pour les articles homonymes, voir Subramaniam.
Sanjay Subrahmanyam, né le 21 mai 1961 à New Delhi, est un universitaire indien, historien, professeur d'histoire économique à la chaire d'histoire indienne à l'université de Californie à Los Angeles et professeur au Collège de France jusqu'en 2021.
Il prône une histoire connectée (partie de l'histoire globale) et en a largement popularisé l'idée dans l'historiographie la plus récente.

## Biographie

### Famille
Né à New Delhi le 21 mai 1961, Sanjay Subrahmanyam est le fils de Krishnaswamy Subrahmanyam (en), un analyste en stratégie de défense et haut fonctionnaire indien
Son frère, Subrahmanyam Jaishankar, est ministre des Affaires extérieures dans l'actuel gouvernement du BJP.

### Formation et carrière
Il suit un cursus d'économie à l'université de Delhi et entame l'enseignement de l'histoire économique. Il est spécialiste de l'Inde du Sud aux XVIe et XVIIe siècles.
Maîtrisant couramment de nombreuses langues (tamoul, hindi, anglais, français, ourdou, espagnol, portugais, allemand, italien, persan, danois, néerlandais), il croise les archives pour proposer une histoire connectée, courant historiographique dont il est un des promoteurs.
En 1994, il vient travailler en France au Centre d'études de l'Inde et de l'Asie du Sud (CEIAS) de l'École des hautes études en sciences sociales ; il y reste sept ans et en est élu directeur d'études. Il enseigne ensuite à Oxford à la chaire d’histoire indienne de l’institut d’études orientales.
Son ouvrage iconoclaste de 1997 (paru en français en 2012) sur Vasco de Gama lui apporte une réputation internationale.
En 2004, il est engagé à l'université de Californie à Los Angeles.

### Honneurs
Il est élu à l'Académie américaine des arts et des sciences en 2009, et à la British Academy en 2016.
En 2013, il est élu professeur au Collège de France où il occupe, à compter de juin, la chaire d'histoire globale de la première modernité.
En 2017, il reçoit un doctorat honoris causa de l'université catholique de Louvain.
En 2019, il est récipiendaire avec Kenneth Pomeranz du prix Dan-David.

## Publications

### Ouvrages personnels
- The Political Economy of Commerce: Southern India, 1500-1650, Cambridge, Cambridge University Press, 1990 — thèse de doctorat
- Improvising Empire: Portuguese Trade and Settlement in the Bay of Bengal, 1500-1700, Delhi, Oxford University Press, 1990
- The Portuguese Empire in Asia, 1500-1700: A Political and Economic History, Londres et New York, Longman, 1993 ; 2e éd. Wiley-Blackwell, 2012
- The Career and Legend of Vasco da Gama, Cambridge, Cambridge University Press, 1997
- Penumbral Visions: Making Polities in Early Modern South India, Delhi/Ann Arbor, Oxford University Press/University of Michigan Press, 2001
- Explorations in Connected History, Delhi, Oxford University Press, 2004
  - Vol. 1 : From the Tagus to the Ganges
  - Vol. 2 : Mughals and Franks
- Three Ways to be Alien: Travails and Encounters in the Early Modern World (Menahem Stern Jerusalem Lectures), Waltham (Mass.), Brandeis University Press, 2011
- Courtly Encounters: Translating Courtliness and Violence in Early Modern Eurasia (Mary Flexner Lectures), Cambridge (Mass.), Harvard University Press, 2012
- Is 'Indian Civilization' a Myth?: Fictions and Histories, Ranikhet, Permanent Black, 2013
- Empires Between Islam and Christianity, 1500-1800, New York, State University of New York Press, 2019

### Direction d'ouvrage
- Merchants, Markets and the State in Early Modern India, Delhi, Oxford University Press, 1990
- Money and the Market in India, 1100-1700, Delhi, Oxford University Press, coll. « Themes in Indian History », 1994
- Merchant Networks in the Early Modern World, Aldershot, Variorum Books, coll. « An Expanding World », Vol. 8, 1996
- Avec Kaushik Basu, Unravelling the Nation: Sectarian Conflict and India’s Secular Identity, New Delhi, Penguin Books, 1996
- Avec Burton Stein, Institutions and Economic Change in South Asia, Delhi, Oxford University Press, 1996
- Avec Muzaffar Alam, The Mughal State, 1526-1750, Delhi, Oxford University Press, coll. « Themes in Indian History », 1998
- Sinners and Saints: The Successors of Vasco da Gama, Delhi, Oxford University Press, 1998
- Avec Claude Markovits et Jacques Pouchepadass, Society and Circulation: Mobile People and Itinerant Cultures in South Asia, 1750-1950, New Delhi, Permanent Black, 2003
- Land, Politics and Trade in South Asia, Delhi, Oxford University Press, 2004
- Avec Kenneth McPherson, From Biography to History: Essays in the History of Portuguese Asia (1500-1800), New Delhi, TransBooks, 2006
- Avec David Armitage, The Age of Revolutions in Global Context, c. 1760-1840, Basingstoke, Palgrave Macmillan, 2009
- (Co-éd.) The Cambridge World History, Vol. VI : The Construction of a Global World, 1400-1800 CE, Books 1 & 2, Cambridge, Cambridge University Press, 2015
- Avec Henning Trüper and Dipesh Chakrabarty, Historical Teleologies in the Modern World, Londres, Bloomsbury, 2015

### En collaboration
- Avec Velcheru Narayana Rao et David Shulman, Symbols of Substance: Court and State in Nayaka-period Tamil Nadu, Delhi, Oxford University Press, 1992
- Avec Velcheru Narayana Rao et David Shulman, Textures of Time : Writing History in South India, 1600-1800, New Delhi/New York, Permanent Black/Other Books, 2001/2003
- Avec Muzaffar Alam, Indo-Persian Travels in the Age of Discoveries, 1400-1800, Cambridge, Cambridge University Press, 2007
- Avec Muzaffar Alam, Writing the Mughal World, Delhi/New York, Permanent Black/Columbia University Press, 2011

### Œuvres traduites en français
- L'Empire portugais d'Asie, 1500-1700 : histoire politique et économique, [« The Portuguese Empire in Asia, 1500-1700: A Political and Economic History »], trad. de Marie-José Capelle, Paris, éditions Maisonneuve & Larose, coll. « Monde asiatique », 1999, 385 p.  (ISBN 978-2-7068-1252-1)
- Textures du temps : écrire l'histoire en Inde, [« Textures of Time : Writing History in South India, 1600-1800 »], avec V. N. Rao, D. Shulman, trad. de Marie Fourcade, Paris, éditions du Seuil, coll. « Librairie du XXIe siècle », 2004, 384 p.  (ISBN 978-2-02-048103-8)
- Vasco de Gama : légende et tribulations du vice-roi des Indes, [« The Career and Legend of Vasco da Gama »], trad. de Myriam Dennehy, Paris, Alma Éditeur, coll. « Essai Histoire », 2012, 487 p.  (ISBN 978-2-36279-030-0)
- Comment être un étranger : Goa, Ispahan, Venise, (XVIe – XVIIIe siècles) [« Three Ways to be Alien »], trad. de Myriam Dennehy, Paris, Alma Éditeur, coll. « Essai Histoire », 2013, 345 p.  (ISBN 978-2-36279-068-3)
- Aux origines de l'histoire globale : leçon inaugurale du Collège de France, Paris, Fayard, 2014, 62 p. (ISBN 978-2-213-68150-4)
- Leçons indiennes : itinéraires d'un historien (Delhi, Lisbonne, Paris, Los Angeles) [« Is 'Indian Civilization' a Myth? : Fictions and Histories »] (trad. de l'anglais par Jacques Dalarun), Paris, Alma Éditeur, coll. « Essai Histoire », 2015, 353 p. (ISBN 978-2362791390)
- L'Éléphant, le canon et le pinceau : histoires connectées des cours d'Europe et d'Asie. 1500-1750 [« Explorations in Connected History »] (trad. de l'anglais par Béatrice Commengé), Paris, Alma Éditeur, 2015, 365 p. (ISBN 978-2-36279-187-1)
- L'Inde sous les yeux de l'Europe : Mots ⋅ Peuples ⋅ Empires (trad. de l'anglais par Johanna Blayac), Paris, Alma Éditeur, 2018, 496 p. (ISBN 978-2-36279-270-0)
- Faut-il universaliser l'histoire ? Entre dérives nationalistes et identitaires (trad. de l'anglais par Patrick Galliou), Paris, CNRS Éditions, 2020, 132 p.
- Empires entre islam et chrétienté : 1500-1800 [« Empires Between Islam and Christianity, 1500-1800 »] (trad. de l'anglais par Johanna Blayac), Paris, Buchet-Chastel, 2021, 592 p. (ISBN 978-2-283-03378-4)
- Les Peuples de l'Orient au milieu du XVIe siècle : Le Codex 1889 de la Bibliothèque Casanatense de Rome, Paris, Chandeigne, 2022